# Майак (Дордонь)
Майа́к (фр. Mayac) — коммуна во Франции, находится в регионе Аквитания. Департамент — Дордонь. Входит в состав кантона Иль-Лу-Овезер. Округ коммуны — Перигё.
Код INSEE коммуны — 24262.

## География
Коммуна расположена приблизительно в 420 км к югу от Парижа, в 130 км восточнее Бордо, в 21 км к северо-востоку от Перигё.
По территории коммуны протекает река Иль.

### Климат
Климат умеренный океанический со средним уровнем осадков, которые выпадают преимущественно зимой. Лето здесь долгое и тёплое, однако также довольно влажное, здесь не бывает регулярных периодов летней засухи. Средняя температура января — 5 °C, июля — 18 °C. Изредка вследствие стечения неблагоприятных погодных условий может наблюдаться непродолжительная засуха или случаются поздние заморозки. Климат меняется очень часто, как в течение сезона, так и год от года.

## Население
Население коммуны на 2010 год составляло 301 человек.
| 1962 | 1968 | 1975 | 1982 | 1990 | 1999 | 2010 |
| ---- | ---- | ---- | ---- | ---- | ---- | ---- |
| 287  | 269  | 268  | 245  | 247  | 306  | 301  |

## Администрация
| Период | Период | Фамилия           | Партия | Примечания |
| ------ | ------ | ----------------- | ------ | ---------- |
| 1960   | 1983   | Эмиль Рене        |        |            |
| 1983   | 1991   | Шарль Андре Тейе  |        |            |
| 1991   | 2020   | Жан-Мишель Кемере |        | техник     |

## Экономика
В 2010 году среди 174 человек трудоспособного возраста (15-64 лет) 134 были экономически активными, 40 — неактивными (показатель активности — 77,0 %, в 1999 году было 71,4 %). Из 134 активных жителей работали 119 человек (60 мужчин и 59 женщин), безработных было 15 (5 мужчин и 10 женщин). Среди 40 неактивных 14 человек были учениками или студентами, 16 — пенсионерами, 10 были неактивными по другим причинам.

## Достопримечательности
- Церковь Св. Сатурнина (XII век). Исторический памятник с 2008 года[5]
- Замок Майак (XVIII век)
- Замок Саразак (XV век)

## Фотогалерея
- Церковь Св. Сатурнина
- Замок Майак
- Замок Саразак
- Река Иль